# لاسارو مارتینس (دونده)
لاسارو مارتینس (اسپانیایی: Lázaro Martínez‎؛ زادهٔ ۱۱ نوامبر ۱۹۶۲) دونده اهل کوبا بود.
وی در مسابقات کشوری و بین‌المللی در مجموع برندهٔ ۱ مدال طلا، ۳ مدال نقره، ۲ مدال برنز شده‌است.